# Aleksiej Ryżykow
Aleksiej Ryżykow (ros. Алексей Рыжиков, ur. 6 marca 1988 w Moskwie) – rosyjski wioślarz.

## Osiągnięcia
- Mistrzostwa Świata Juniorów – Brandenburg 2005 – ósemka – 4. miejsce[1].
- Mistrzostwa Świata Juniorów – Amsterdam 2006 – czwórka ze sternikiem – 10. miejsce[1].
- Mistrzostwa Świata U-23 – Glasgow 2007 – ósemka – 9. miejsce[1].
- Mistrzostwa Europy – Brześć 2009 – ósemka – 8. miejsce[1].